# 에콰도르 수크레
에콰도르 수크레(스페인어: sucre)는 1884년부터 2000년까지 통용된 에콰도르의 통화이다. 1 수크레는 100 센타보(centavo)로 나뉜다. 수크레라는 이름은 안토니오 호세 데 수크레에서 유래된 이름이다.
2000년 1월 9일 하밀 마우아드 에콰도르 대통령은 에콰도르의 극심한 초인플레이션으로 인해 미국 달러를 에콰도르의 공식 통화로 한다고 밝혔다. 2000년 3월 13일을 기해 미국 달러가 에콰도르의 법정 통화가 되었으며 수크레는 2000년 9월 11일을 기해 법정 통화로서의 지위를 상실했다. 수크레는 2001년 3월 30일까지 에콰도르 중앙은행에서 미국 달러와의 교환이 가능했다. 미국 달러와의 교환 비율은 1 미국 달러 = 25,000 수크레였다.

## 같이 보기
- 에콰도르의 경제